# Charlemagne Péralte

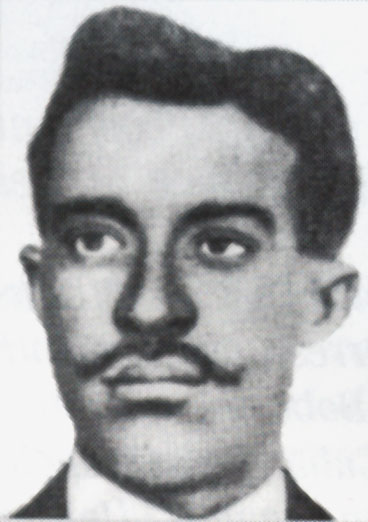
imagem de Charlemagne Péralte.

Charlemagne Masséna Péralte (1886 - 1 Novembro 1919) foi um líder nacionalista haitiano que se opôs à invasão de seu país pelas tropas estadunidenses em 1915. Liderou uma guerrilha chamada Cacos e criou tais problemas para a invasão dos Estados Unidos que estes se viram obrigados a aumentar seus efetivos militares no Haiti. Peralte continua sendo um herói haitiano muito reverenciado.

## Ligações Externas
- GALEANO, Eduardo. La Maldición Blanca. Buenos Aires: Jornal Buenos Aires, 4 de abril de 2004, p.12, in Chile-Haiti